# Bustillo del Páramo (kommun)
Bustillo del Páramo är en kommun i Spanien.   Den ligger i provinsen Provincia de León och regionen Kastilien och Leon, i den nordvästra delen av landet, 280 km nordväst om huvudstaden Madrid. Antalet invånare är 1 410.